# مایکل فین-بورل

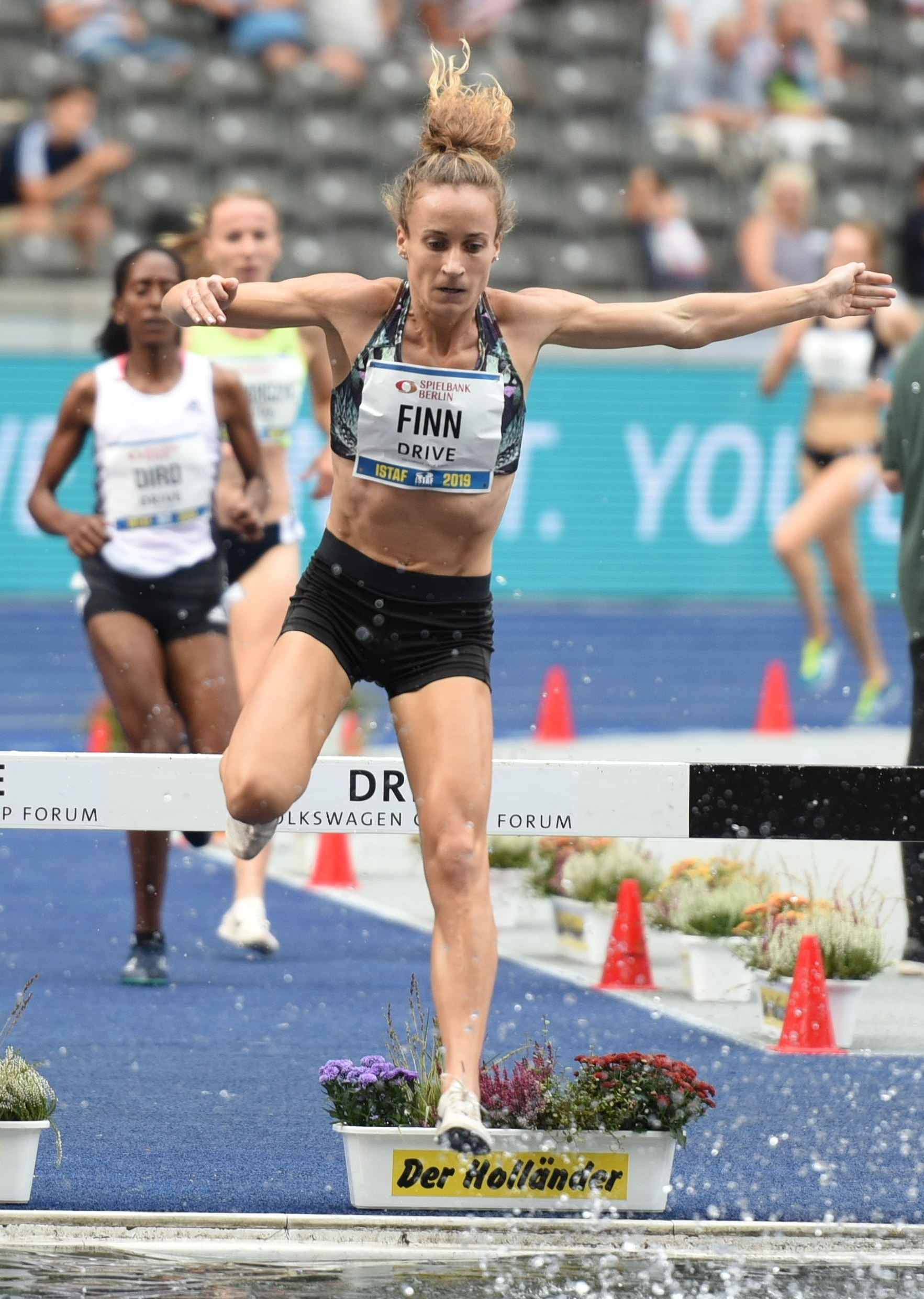
مایکل فین-بورل / ۲۰۱۹

مایکل فین-بورل (انگلیسی: Michelle Finn-Burrell؛ زادهٔ ۸ مه ۱۹۶۵) دونده اهل ایالات متحده آمریکا بود.